# Кооперативна гра (теорія ігор)
Гра кооперати́вна — нестратегічна гра багатьох гравців з утворенням коаліцій, в якій допускається необмежений перерозподіл виграшів у формі так званих побічних платежів.
Основи теорії кооперативних ігор розробили американські вчені Дж. фон Нейман та Моргенштерн Оскар. Спочатку, конструювання кооперативних ігор робилось на основі безкоаліційних ігор. А саме, в грі з множиною гравців I, для кожної коаліції K ⊂ I розглядали антагоністичну гру K проти додаткової до неї коаліції I\K. Значення цієї гри, яке позначається як ν(K), є функцією від K, яка називається характеристичною функцією. Деякі кооперативні ігри можуть бути задані безпосередньо своїми характеристичними функціями. Прикладами таких ігор є схеми голосування, а також моделі ринків.

## Формальне визначення
Кооперативну гру визначають формально як пару <I, ν>, де I = {1, 2, …, n} — множина гравців, а ν — характеристична функція, визначена на підмножинах I. Вектор виграшів гравців є розподілом гри. Як множину всіх розподілів, як правило, беруть
{\displaystyle A=\left\{x=(x_{1},...,x_{n})\in E^{n}:\;x_{i}\geq \nu (i),\;\sum _{i=1}^{n}x_{i}=\nu (I)\right\}}
На цій множині визначають відношення домінування: розподіл x=(x1, …, xn) домінує (домінує над) розподіл y=(y1, …, yn) (позначення {\displaystyle x\succ y}), якщо знайдеться така коаліція K, що
{\displaystyle \sum _{i\in K}x_{i}\leq \nu (K)} та xi>yi для всіх i∈ K.
Перша умова називається ефективністю коаліції K для розподілу x. Ця умова показує, що коаліція може порівнювати тільки такі розподіли, в яких вона може забезпечити долі всіх своїх учасників.
Множина елементів, максимальних відносно домінування, називається c-ядром. Для відношення домінування розподілів, важливу роль грає розв'язок по Нейману-Моргенштерну. Однак, нормативна сутність розв'язку має ряд недоліків: розв'язок може складатись більш ніж із одного розподілу; він може бути не єдиним; відомий приклад гри (десяти осіб), яка не має розв'язку.
Окрім класичної кооперативної теорії, розвивається ряд нових теорій, які також основані на характеристичній функції.